# Etlingera australasica
Etlingera australasica là một loài thực vật có hoa trong họ Gừng. Loài này được (R.M.Sm.) R.M.Sm. mô tả khoa học đầu tiên năm 1986.